# James Dean (skladba)
»James Dean« je skladba, ki so jo napisali Don Henley, Glenn Frey, Jackson Browne, in J. D. Souther, posnela pa jo je ameriška glasbena skupina Eagles. »James Dean« je drugi single z njihovega albuma On the Border, ki je izšel leta 1974. Single se je uvrstil na 77. mesto ameriške lestvice pop singlov.
Skladba govori o ameriškem igralcu in kulturni ikoni Jamesu Deanu (1931–1955). Igral je v filmih kot so Rebel Without a Cause (Upornik brez razloga), Giant (Velikan) in East of Eden (Vzhodno od raja). Besedilo »too fast to live, too young to die« (»prehiter za življenje, premlad za smrt«) nakazuje njegov drzen in nevaren način življenja. Kitarski solo je odigral Bernie Leadon.
»James Dean« je bil posnet v začetkih snemanja albuma Desperado leta 1973, vendar je odpadla od albuma, ker je bila tema albuma divji zahod. Ko je skupina začela snemanje albuma On the Border so skladbo dokončali.
Na B-strani singla je skladba »Good Day in Hell«, ki je prva skladba, ki jo je skupina posnela skupaj z Donom Felderjem, ki se je skupini pridružil med snemanjem tega albuma.

## Zasedba
Eagles
- Glenn Frey – solo vokal, ritem kitara
- Don Henley – bobni, spremljevalni vokali
- Randy Meisner – bas kitara, spremljevalni vokali
- Bernie Leadon – solo kitara, spremljevalni vokali